# Rosa langyashanica
Rosa langyashanica är en rosväxtart som beskrevs av D.C. Zhang och J.Z. Shao. Rosa langyashanica ingår i släktet rosor, och familjen rosväxter. Inga underarter finns listade i Catalogue of Life.